# Georges Wakhévitch
Georges Wakhévitch est un créateur de décors, chef décorateur et costumier franco-russe, né le 18 août 1907 à Odessa (Empire russe, aujourd'hui en Ukraine) et mort le 11 février 1984 à Paris. Il crée plusieurs centaines de décors pour le cinéma, le théâtre, l'opéra et le ballet. Il entre en 1982 à l'Académie des beaux-arts.

## Biographie
Né à Odessa en Ukraine d'un père armateur de bateaux sur la Mer Noire, Georges Wakhévitch a un frère (Michel) et une sœur (Irène) plus jeunes que lui. En 1921, fuyant la Révolution Bolchévique, il émigre avec sa famille à l'âge de quatorze ans en Provence, dans le sud de la France. Doué pour le dessin et la peinture, il part faire des études à Paris dans les années 1930 : il suit à partir de 1927 les cours de l'École des arts décoratifs, où il est l'élève d'Antoine Bourdelle, puis de 1928 à 1930 ceux de la section d'architecture de l'école des Beaux-Arts de Paris. Il réussit à s'immiscer dans l'industrie cinématographique française, alors dominée par les émigrés russes.
Georges Wakhévitch est le père du compositeur Igor Wakhévitch, connu notamment pour ses collaborations avec la chorégraphe Carolyn Carlson à l'Opéra de Paris entre 1973 et 1978, sous la direction de Rolf Liebermann.
Il fait partie du jury du festival de Cannes 1978.
Il est élu le 16 juin 1982 à l'Académie des beaux-arts, au fauteuil no 12 de la section de peinture, précédemment occupé par Roger Chastel,,. L'architecte Guillaume Gillet prononce le discours de réception. Son fauteuil est transféré à la section de créations artistiques dans le cinéma et l’audiovisuel après sa mort, en 1987.
Il meurt le 11 février 1984 au sein de l'hôpital Boucicaut dans le 15e arrondissement de Paris. Le peintre Albert Decaris prononce un discours au nom de l'académie. Sa sépulture se trouve dans le cimetière de l'église de Tosny (Eure). Son épouse, née Maria Plick, repose en Inde où elle est morte en 2003 à 80 ans.

### Collection
Du 16 juin au 16 septembre 1984, une exposition intitulée L'Univers magique de Wakhévitch lui a rendu hommage au château de Gaillon.
En 1985, la municipalité de Louviers a fait l'acquisition d'un lot de gouaches et peintures de Wakhévitch, sélectionné par le commissaire-priseur, lors d'une vente posthume de ses œuvres à l'Hôtel Drouot (précisé dans le catalogue de l'exposition). Cet ensemble d'études pour des décors et des costumes n'est plus présenté au public.
Des maquettes de ses décors et costumes sont également conservées au département des Arts du spectacle.

## Filmographie

### Chef décorateur
- 1933 : L'Homme à l'Hispano de Jean Epstein
- 1933 : La Tête d'un homme de Julien Duvivier
- 1933 : Baroud
- 1934 : Madame Bovary de Jean Renoir
- 1935 : La Kermesse héroïque de Jacques Feyder
- 1936 : Nitchevo de Jacques de Baroncelli
- 1936 : Rigolboche de Christian-Jaque
- 1937 : Les Chevaliers de la cloche de René Le Hénaff
- 1937 : Feu ! de Jacques de Baroncelli
- 1937 : À nous deux, madame la vie de René Guissart et Yves Mirande
- 1937 : Le Chanteur de minuit de Léo Joannon
- 1938 : Le Temps des cerises de Jean-Paul Le Chanois
- 1938 : Belle Étoile de Jacques de Baroncelli
- 1938 : La Marseillaise de Jean Renoir
- 1938 : Prison sans barreaux de Léonide Moguy
- 1938 : Conflit de Léonide Moguy
- 1939 : Le Dernier Tournant de Pierre Chenal
- 1939 : Louise de Abel Gance
- 1939 : Pièges de Robert Siodmak
- 1940 : Sérénade de Jean Boyer
- 1941 : Le Club des soupirants de Maurice Gleize
- 1942 : L'assassin a peur la nuit  de Jean Delannoy
- 1942 : Mélodie pour toi
- 1942 : Les Visiteurs du soir de Marcel Carné
- 1943 : Le soleil a toujours raison
- 1943 : L'Éternel Retour de Jean Delannoy
- 1944 : Béatrice devant le désir de Jean de Marguenat
- 1944 : Le mort ne reçoit plus de Jean Tarride
- 1945 : Mademoiselle X
- 1945 : La Vie de bohème de Marcel L'Herbier
- 1945 : Vingt-quatre Heures de perm' de Maurice Cloche
- 1945 : L'Invité de la onzième heure de Maurice Cloche
- 1945 : La Boîte aux rêves de Yves Allégret et Jean Choux
- 1946 : Martin Roumagnac de Georges Lacombe
- 1947 : Miroir de Raymond Lamy
- 1948 : Ruy Blas de Pierre Billon
- 1948 : Dédée d'Anvers de Yves Allégret
- 1948 : L'Aigle à deux têtes de Jean Cocteau
- 1948 : Danse de mort
- 1950 : Miquette et sa mère d'Henri-Georges Clouzot
- 1950 : Le Plus bel amour de Don Juan
- 1951 : Le Médium (The Medium)
- 1951 : L'Aiguille rouge
- 1951 : Barbe-Bleue de Christian-Jaque
- 1952 : Nez de cuir de Yves Allégret
- 1952 : Plaisirs de Paris de Ralph Baum
- 1953 : The Beggar's Opera
- 1953 : Week-end à Paris (Innocents in Paris) de Gordon Parry
- 1954 : La Chair et le Diable de Jean Josipovici
- 1954 : Ali Baba et les Quarante Voleurs de Jacques Becker
- 1956 : Don Juan de John Berry
- 1957 : Escapade de Ralph Habib
- 1958 : À Paris tous les deux (Paris Holiday) de Gerd Oswald
- 1958 : Si le roi savait ça
- 1958 : Les Jeux dangereux de Pierre Chenal
- 1958 : Moi et le colonel (Me and the Colonel)
- 1959 : Marie-Octobre de Julien Duvivier
- 1959 : La Femme et le Pantin de Julien Duvivier
- 1960 : Les Collants noirs
- 1961 : Les Amours célèbres de Michel Boisrond
- 1962 : Le crime ne paie pas de Gérard Oury
- 1963 : Shéhérazade de Pierre Gaspard-Huit
- 1964 : Le Journal d'une femme de chambre de Luis Buñuel
- 1964 : Échappement libre de Jean Becker
- 1965 : Les Fêtes galantes de René Clair
- 1966 : Tendre Voyou de Jean Becker
- 1966 : Monnaie de singe de Yves Robert
- 1967 : Toutes folles de lui de Norbert Carbonnaux
- 1967 : Oscar de Édouard Molinaro
- 1968 : I Pagliacci (TV)
- 1968 : Mayerling de Terence Young
- 1971 : King Lear de Peter Brook
- 1971 : La Folie des grandeurs de Gérard Oury
- 1973 : Otello
- 1973 : Hilda Muramer (TV) musique d'Igor Wakhévitch pour l'Ensemble polyphonique de l'ORTF, mise en scène Jacques Tréboutat, avec Jacques Weber
- 1973 : Kleiner Mann - was nun? (TV)
- 1979 : Rencontres avec des hommes remarquables (Meetings with Remarkable Men) de Peter Brook
- 1981 : Le Tout pour le tout (TV)
- 1981 : Tovaritch de Jacques Deval (TV)
- 1983 : La Tragédie de Carmen Peter Brook et au Théâtre des Bouffes du Nord

### Costumier
- 1933 : L'Agonie des aigles de Roger Richebé
- 1933 : La Fusée de Jacques Natanson
- 1942 : Les Visiteurs du soir de Marcel Carné
- 1950 : Miquette et sa mère d'Henri-Georges Clouzot
- 1951 : Barbe-Bleue de Christian-Jaque
- 1953 : The Beggar's Opera
- 1954 : Mam'zelle Nitouche d'Yves Allégret
- 1954 : La Chair et le Diable de Jean Josipovici
- 1954 : Ali Baba et les Quarante Voleurs de Jacques Becker
- 1956 : Don Juan de John Berry
- 1958 : Tamango de John Berry
- 1959 : La Femme et le Pantin de Julien Duvivier
- 1961 : Le Roi des rois  de Nicholas Ray (King of Kings)
- 1962 : Le crime ne paie pas de Gérard Oury
- 1963 : Shéhérazade de Pierre Gaspard-Huit
- 1964 : Le Journal d'une femme de chambre de Luis Buñuel
- 1965 : Les Fêtes galantes de René Clair
- 1972 : Électre (téléfilm)
- 1973 : Hilda Muramer (téléfilm)

## Théâtre
| - 1943 : Colinette de Marcel Achard, mise en scène Charles Gantillon, Théâtre des Célestins - 1943 : L'Immortel Saint-Germainchance d'Albert Husson, mise en scène Charles Gantillon, Théâtre des Célestins - 1944 Une grande fille toute simple d'André Roussin, Théâtre des Ambassadeurs - 1945 Le Fleuve étincelant de Charles Morgan, Théâtre Pigalle - 1946 Un souvenir d'Italie de Louis Ducreux, Théâtre de l'Œuvre - 1946 La Sainte Famille de André Roussin, Théâtre Saint-Georges - 1946 Mégarée de Maurice Druon, Théâtre du Vieux-Colombier - 1946 Des souris et des hommes de John Steinbeck, Théâtre Hébertot - 1947 La Petite Hutte de André Roussin, Théâtre des Nouveautés - 1950 Celle qu'on prend dans ses bras de Henry de Montherlant, Théâtre de la Madeleine - 1950 Dieu le savait de Armand Salacrou, Théâtre Saint-Georges - 1951 Le Moulin de la Galette de Marcel Achard, Théâtre de la Michodière - 1951 Siegfried de Jean Giraudoux, Comédie des Champs-Élysées - 1951 Lorsque l'enfant paraît de André Roussin, Théâtre des Nouveautés - 1951 La liberté est un dimanche de Pol Quentin, Théâtre Hébertot - 1952 Robinson de Jules Supervielle, Théâtre de l'Œuvre - 1952 Hélène ou la Joie de vivre de André Roussin, Théâtre de la Madeleine - 1952 Sur la terre comme au ciel de Fritz Hochwälder, Théâtre de l'Athénée - 1952 : Les Compagnons de la marjolaine de Marcel Achard, mise en scène Yves Robert, Théâtre Antoine - 1953 Le Coup de grâce de Joseph Kessel et Maurice Druon, Théâtre du Gymnase - 1953 Le Désir sous les ormes d'Eugène O'Neill, Comédie des Champs-Élysées - 1953 La Maison de la nuit de Thierry Maulnier, Théâtre Hébertot - 1953 Sud de Julien Green, Théâtre de l'Athénée - 1954 Le Mari, la Femme et la Mort de André Roussin, Théâtre des Ambassadeurs - 1955 Il y a longtemps que je t'aime de Jacques Deval, Théâtre Edouard VII - 1955 Anastasia de Marcelle Maurette, Théâtre Antoine - 1955 Orvet de Jean Renoir, Théâtre de la Renaissance - 1956 Nemo de Alexandre Rivemale, Théâtre Marigny - 1956 Le Prince endormi de Terence Rattigan, Théâtre de la Madeleine - 1957 La Mouche bleue de Marcel Aymé, Comédie des Champs-Élysées - 1957 Les Pigeons de Venise d'Albert Husson, mise en scène Louis Ducreux, Théâtre des Célestins, Théâtre Michel - 1957 Le Cœur volant de Claude-André Puget, Théâtre Antoine | - 1958 Am-Stram-Gram de André Roussin, Théâtre des Nouveautés - 1958 La Tour d'ivoire de Robert Ardrey, Théâtre des Bouffes Parisiens - 1958 Lucy Crown de Jean-Pierre Aumont, Théâtre de Paris - 1958 Les Trois Coups de minuit de André Obey, Théâtre de l'Œuvre - 1958 La Bagatelle de Marcel Achard, Théâtre des Bouffes Parisiens - 1959 La Folie de Louis Ducreux, Théâtre de la Madeleine - 1959 Électre de Jean Giraudoux, Comédie-Française - 1960 Les Glorieuses de André Roussin, Théâtre de la Madeleine - 1960 Une femme qui dit la vérité de André Roussin, Théâtre de la Madeleine - 1960 L'Idiote de Marcel Achard, Théâtre Antoine - 1963 Un amour qui n'en finit pas de André Roussin, Théâtre de la Madeleine - 1963 La Voyante de André Roussin, Théâtre de la Madeleine - 1964 Bonheur, impair et passe de Françoise Sagan, Théâtre Edouard VII - 1965 La Guerre civile de Henry de Montherlant, Théâtre de l'Œuvre - 1967 L'Ascension du général Fitz de Peter Ustinov, Théâtre des Ambassadeurs - 1967 Décibel de Julien Vartet, Théâtre de la Madeleine - 1967 Jean de la Lune de Marcel Achard, Théâtre du Palais-Royal - 1969 Domino de Marcel Achard, Théâtre des Variétés - 1969 Echec et meurtre de Robert Lamoureux, Théâtre des Ambassadeurs - 1970 Le Procès Karamazov de Diego Fabbri, Théâtre de la Michodière - 1971 : Joyeuse Pomme de Jack Pulman, mise scène Jacques Rosny, Théâtre des Célestins - 1971 Oscar de Claude Magnier, Théâtre du Palais-Royal - 1971 Le Maître de Santiago de Henry de Montherlant, mise en scène Jean Meyer, Théâtre Montansier Versailles - 1971 : Le Dieu Kurt d'Alberto Moravia, mise scène Pierre Franck, Théâtre des Célestins, Théâtre Michel - 1971 Le Nu au tambour de Noël Coward, Théâtre Michel - 1972 Le Tombeur de Neil Simon, Théâtre de la Madeleine - 1978 Le Tout pour le tout de Françoise Dorin, Théâtre du Palais-Royal - 1979 Tovaritch de Jacques Deval, Théâtre de la Madeleine - 1980 La Bonne Soupe de Félicien Marceau, Théâtre Marigny - 1982 Chéri de Colette, Théâtre des Variétés - 1984 Les Temps difficiles de Édouard Bourdet, Théâtre des Variétés |

## Ballet
- 1946  Le Jeune Homme et la Mort de Jean Cocteau et Roland Petit, Théâtre des Champs-Élysées

## Hommages
- Exposition intitulée l'univers magique de Wakhévitch, au château de Gaillon du 16 juin au 16 septembre 1984
- Salon des peintres du spectacle - Hommage à Georges Wakhévitch (Monique Journod, invitée d'honneur), Maison de Radio-France, Paris, novembre 1988